# Gerton (Carolina del Norte)
Gerton es un lugar designado por el censo ubicado en el condado de Henderson en el estado estadounidense de Carolina del Norte. La localidad en el año 2010, tenía una población de 254 habitantes.

## Geografía
Gerton se encuentra ubicado en las coordenadas 35°28′43.03″N 82°20′55.42″O / 35.4786194, -82.3487278. 